# Jethro Tull - Original Masters
Albums de Jethro Tull
A Classic Case
(1985) Crest of a Knave
(1987)
Original Masters est la quatrième compilation du groupe de rock britannique Jethro Tull. Elle est sortie le 13 novembre 1985 sur le label Chrysalis Records.

## Présentation
Cette compilation regroupe des titres parus entre 1969 et 1977. On y retrouve aussi quelques chansons parues uniquement en singles, comme Living in the Past, Sweet Dreams ou Life's a Long Song qui figurait sur le EP éponyme paru en 1971.
Elle sera certifiée disque de platine aux États-Unis (1 000 000 exemplaires vendus) et disque d'argent en Grande-Bretagne (60 000 exemplaires vendus).

## Liste des titres
- Tous les titres sont signés par Ian Anderson

| No  | Titre                                                                                                   | Production                | Durée |
| --- | --- | ------------------------- | ----- |
| 1.  | Living in the Past (single, 1969)                                                                       | Ian Anderson, Terry Ellis | 3:18  |
| 2.  | Aqualung (de l'album Aqualung, 1971)                                                                    | Anderson, Ellis           | 6:34  |
| 3.  | Too Old to Rock'n'Roll, Too Young to Die (de l'album Too Old to Rock 'n' Roll: Too Young to Die!, 1976) | Anderson                  | 5:38  |
| 4.  | Locomotive Breathe (de l'album Aqualung, 1971)                                                          | Anderson, Ellis           | 4:23  |
| 5.  | Skating Away on the Thin Ice of the New Day (de l'album War Child, 1974)                                | Anderson                  | 3:28  |
| 6.  | Bungle in the Jungle (de l'album War Child, 1974)                                                       | Anderson                  | 3:34  |
| 7.  | Sweet Dream (single, 1969)                                                                              | Anderson, Ellis           | 4:01  |
| 8.  | Songs from the Wood (de l'album Songs from the Wood, 1977)                                              | Anderson                  | 4:52  |
| 9.  | Witch's Promise (single, 1970)                                                                          | Anderson, Ellis           | 3:47  |
| 10. | Thick as a Brick (version single, 1972)                                                                 | Anderson                  | 3:00  |
| 11. | Minstrel in the Gallery (de l'album Minstrel in the Gallery, 1975)                                      | Anderson                  | 7:47  |
| 12. | Life's a Long Song (du Ep Life's a Long Song, 1971)                                                     | Anderson                  | 3:16  |

## Musiciens
- Ian Anderson : chant, guitare acoustique, flute traversière
- Martin Barre : guitare électrique
- Glenn Cornick : basse (titres 1, 7, 9)
- Jeffrey Hammond : basse (titres 2, 4, 5, 6, 10, 11 & 12)
- John Glascock : basse (titres 3, 8)
- John Evan : claviers (titres 2, 3, 4, 5, 6, 8, 10, 11 & 12)
- David Palmer : claviers, synthétiseur (titre 8)
- Clive Bunker : batterie, percussions (titres 1, 2, 4, 7, 9 & 12)
- Barriemore Barlow : batterie, percussions (titres 3, 5, 6, 8, 10, 11)

## Charts et certifications
Charts album
| Pays        | Durée du classement | Meilleur classement |
| ----------- | ------------------- | ------------------- |
| Royaume-Uni | 3 semaines          | 63e                 |

Certifications
| Pays        | Certification | Ventes      | Date       |
| ----------- | ------------- | ----------- | ---------- |
| États-Unis  | Platine       | 1 000 000 + | 05/10/1999 |
| Royaume-Uni | Argent        | 60 000 +    | 09/01/1986 |